# غسان مسعود
غَسّان مسعود (زادهٔ ۲۰ سپتامبر ۱۹۵۸) بازیگر و فیلمساز اهل کشور سوریه است. شهرت این بازیگر به‌خاطر بازی در فیلم سینمایی قلمرو بهشت در نقش صلاح‌الدین ایوبی است. اخیراً او در مجموعهٔ تلویزیونی عمر ساختهٔ ام‌بی‌سی در نقش ابوبکر ایفای نقش کرده است.

## قسمتی از فیلم‌شناسی
- بازمانده (۱۹۹۵)
- قلمرو بهشت (۲۰۰۵)
- آشیانه گرگ‌ها: عراق (۲۰۰۶)
- دزدان دریایی کارائیب: پایان جهان (۲۰۰۷)
- خروج: خدایان و پادشاهان (۲۰۱۴)
- تمام پول‌های جهان (۲۰۱۷)
- تومیریس (۲۰۱۹)